# Kachapur, Devadurga
Kachapur là một làng thuộc tehsil Devadurga, huyện Raichur, bang Karnataka, Ấn Độ.